# هیساشی اوهاشی
هیساشی اوهاشی (انگلیسی: Hisashi Ohashi؛ زادهٔ ۱ دسامبر ۱۹۹۶) بازیکن فوتبال اهل ژاپن است.
از باشگاه‌هایی که در آن بازی کرده‌است می‌توان به باشگاه فوتبال کاشیما آنتلرز اشاره کرد.